# Большая Андроньевская улица
Больша́я Андро́ньевская у́лица — улица в Москве в Таганском районе между Андроньевской площадью и Таганской улицей.

## Происхождение названия
Название конца XIX века по Спасо-Андроникову монастырю, вблизи которого проходит улица. В 1918—1922 годах — Красноармейская улица.

## Описание
Большая Андроньевская улица начинается от Андроньевской площади и улицы Сергия Радонежского, проходит на юг, пересекает Школьную, Библиотечную, Вековую улицы и Большой Рогожский переулок, затем с востока примыкают Малый Рогожский переулок и Трудовая улица, а с запада — Большой Факельный переулок. Заканчивается, выходя на Таганскую улицу напротив Покровского монастыря. Параллельно Большой Андроньевской и восточнее неё проходит Малая Андроньевская улица.

## Здания и сооружения
Несколько домов исторической застройки сохранилось лишь в начале улицы, по нечётной стороне.

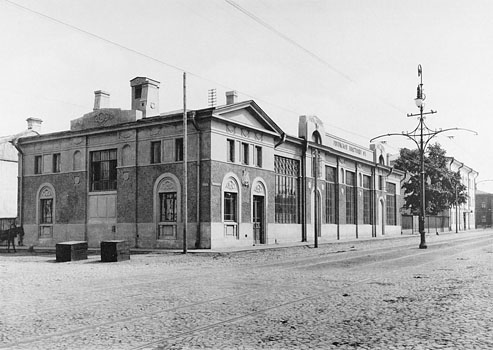
№ 5/12, Рогожская подстанция городских железных дорог (1907—1912, арх. Н. Н. Сычков). Фото из альбома Найдёнова, 1913.

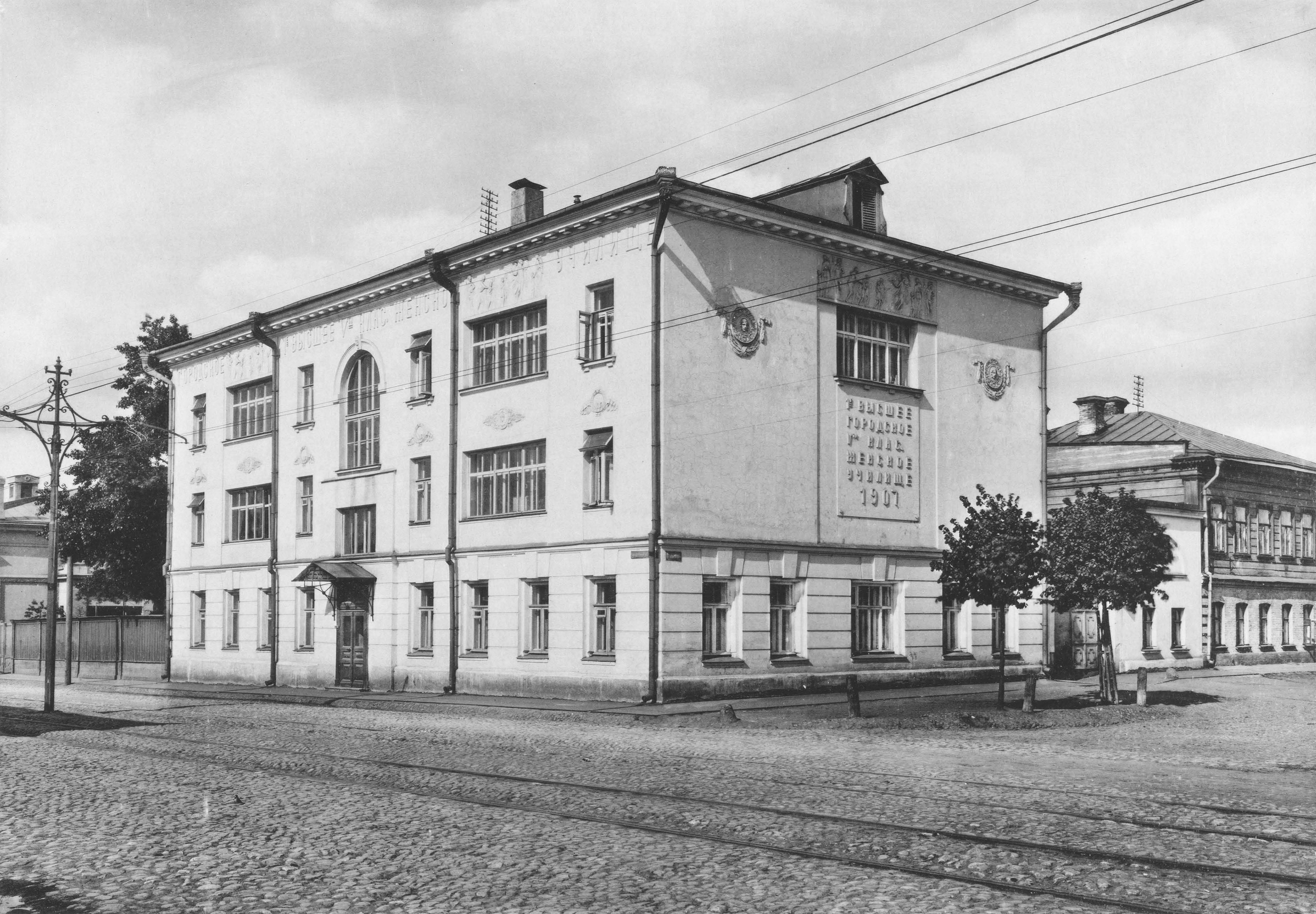
№ 5/11, Первое Высшее пятиклассное женское училище. Фото из альбома Найдёнова, 1913.

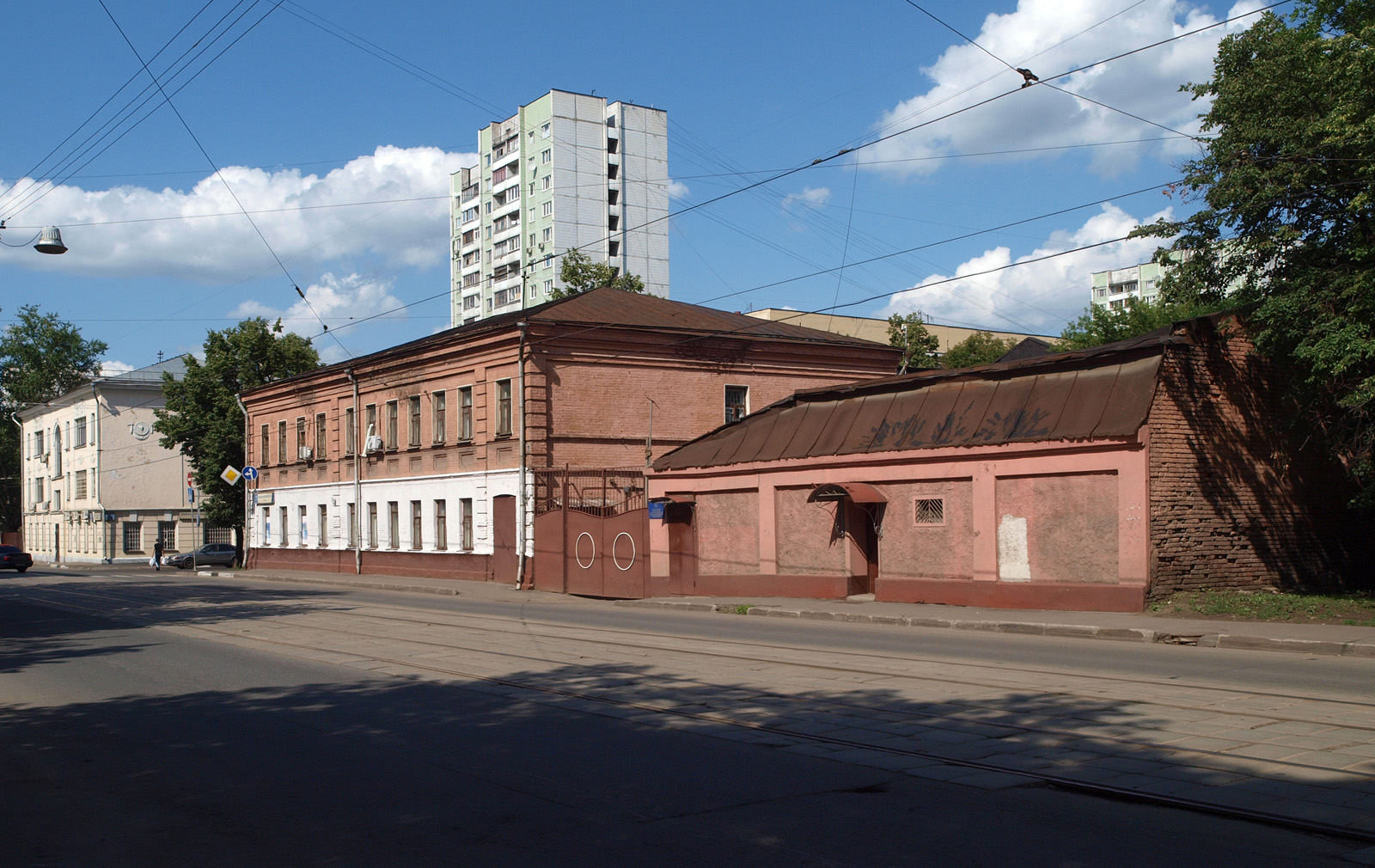
№ 7. Владению угрожает снос ради коммерческой застройки территории.

### По нечётной стороне
- № 5, стр. 1 (№ 12 по Школьной улице) — Рогожская подстанция городских железных дорог / электрическая подстанция трамвая (1907—1912, архитектор Н. Н. Сычков). Ряд высоких окон, придававших зданию лёгкость и ажурность, был заложен в советское время — из-за чего фасад напоминает теперь глухую стену.
- № 5, стр. 2 (№ 11 по Библиотечной улице) — Первое Высшее пятиклассное женское училище. Трёхэтажное здание с арочным окном в середине третьего этажа. Прилегающие к кровле десюдефнетры украшены лепными панно в античном стиле. Второй этаж деликатно декорирован классическими лепными элементами — венками с лентами и пальметтами. Лепной текст в картушах боковых фасадов был сбит в советское время. Здание занимает Институт комплексных социальных исследований РАН.
- № 5/11, стр. 1 (во дворе) — здание занимает Российский независимый институт социальных и национальных проблем АНО.
- № 7/14 — двухэтажный кирпичный дом дореволюционной постройки с флигелем. Фасад имеет рустированные элементы. Приговорён к сносу итальянским застройщиком ради масштабного коммерческого строительства.
- № 11 / 13 — кирпичный доходный дом в четыре этажа с эркером на углу.
- № 17 — офисное здание. Среди арендаторов — издательства «Крестьянка», «Издательский дом Родионова».
- № 23 — семиэтажный офисно-жилой дом (1915 г.[1]). Среди арендаторов — издательства «Рипол классик», «Ламартис».
- № 25/33 — ОКБ «Турбомаш».

### По чётной стороне
- № 6 — здание «Сбербанка» (1999, архитекторы Е. Баданова, А. Мызников, О. Григораш, Ю. Баданов)[2], центральное отд. № 8641. Массивное строение «складского типа» грубо вторгается в сохранившийся исторический ансамбль дореволюционной малоэтажной застройки этого квартала.
- № 8 — здание «Сбербанка».

## Транспорт
- По улице проходят трамвайный маршрут № 43.